# Moses Kurong
Moses Kurong, född 7 juli 1994, är en ugandisk långdistanslöpare.
Kurong tävlade för Uganda vid olympiska sommarspelen 2016 i Rio de Janeiro, där han slutade på 22:a plats på 10 000 meter.